# Бетен (река)
Бетен (фр. Béthune) је река у Француској. Дуга је 61 km. Улива се у Арк. 